# Betterplace (Online-Spenden-Plattform)
Betterplace ist eine 2007 gegründete Spenden-Plattform mit Firmensitz in Berlin und eine gGmbH. Die gGmbH ist eine hundertprozentige Tochter der gemeinnützigen Aktiengesellschaft gut.org. Die Spenden-Plattform hat die URL betterplace.org. Eine weitere Gründung der gut.org war bis zur Bekanntgabe der Umbenennung betterplace.me. Aufgrund der häufigen Verwechslungen, wurde ein neuer Name GoodCrowd.org gewählt und mit zwei am 27. März 2025 auf beiden Webseiten veröffentlichten Erklärungen bekanntgegeben. Eine führende Rolle bei Betterplace bzw. gut.org hat der Medienmanager Bernd Kundrun inne.
Neben den Spenden-Plattformen sind im Laufe der Zeit, noch weitere Projekte, wie das betterplace lab und die betterplace Solutions GmbH, das bUm (ein „Raum für solidarisches Miteinander im historischen Umspannwerk am Berliner Paul-Lincke-Ufer“), sowie Das NETTZ – Vernetzungsstelle gegen Hate Speech, unter dem Dach der gut.org gegründet worden.
Des Weiteren ist die gemeinnützige AG gut.org Gesellschafterin der Betreibergesellschaft von bcause (ehemals project bcause). bcause.com, ein Sozialunternehmen mit Sitz in Berlin, das digitale Lösungen für philanthropisches Engagement anbietet.

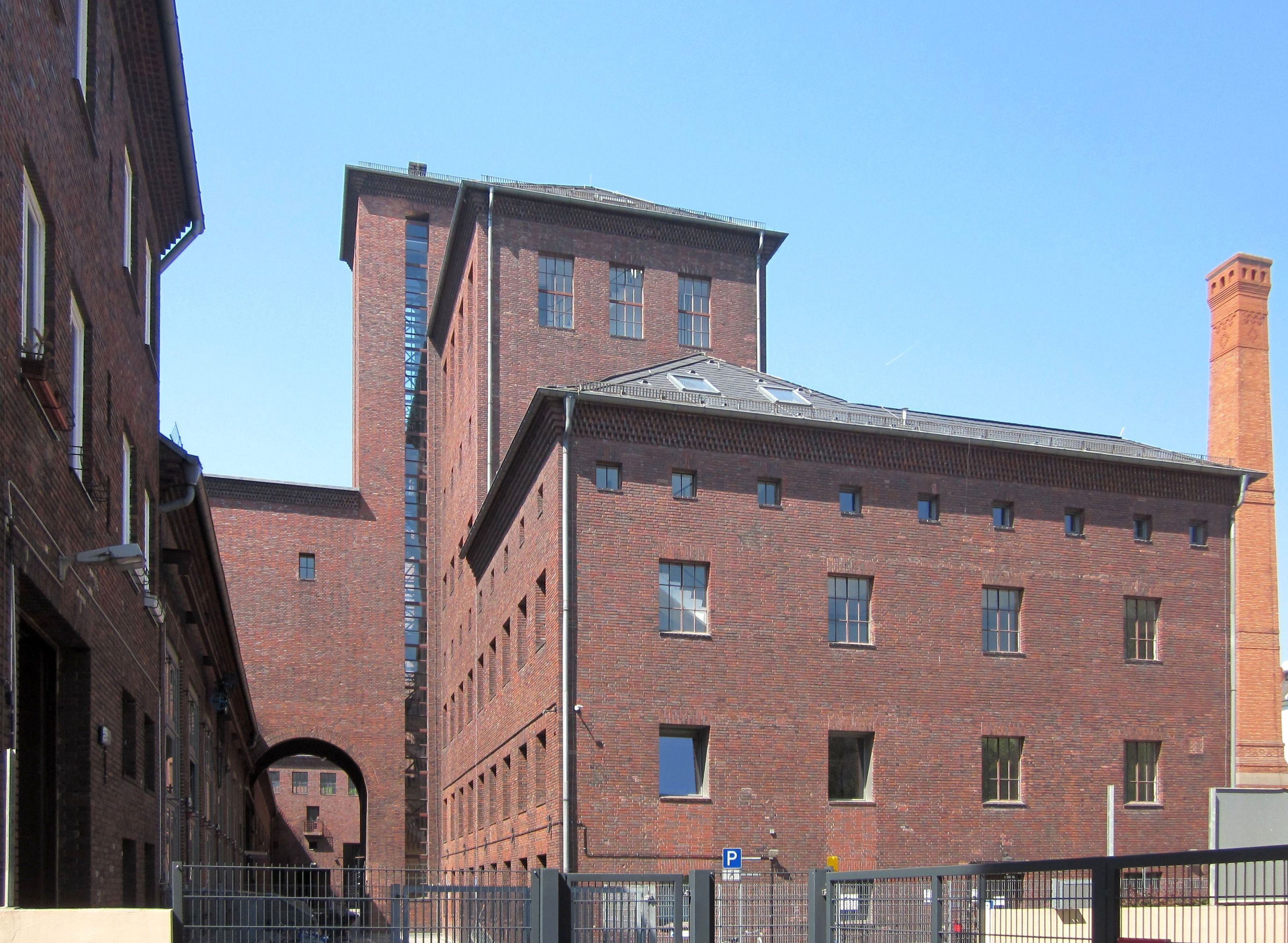
Abspannwerk Ohlauer Straße 43 / Paul-Lincke-Ufer 20/21

## Konzept und Struktur
Die Plattformen können einerseits von gemeinnützigen Hilfsprojekten zum Spendensammeln genutzt werden. Gleichzeitig können interessierte Spender hier sowohl internationale als auch kleine lokale Hilfsprojekte finden und unterstützen. Das Ziel ist es, Menschen und Unternehmen, die helfen wollen, direkt mit den Menschen und Organisationen zusammenzubringen, die Hilfe benötigen. Dazu werden Werkzeuge entwickelt, die zur Verfügung gestellt werden, sodass auch kleine gemeinnützige Projekte Online-Fundraising betreiben können.
Mit den Erklärungen vom 27. März 2025 wird eine inhaltliche, sowie eine Namentliche Trennung der Schwerpunkte vorgenommen. In der Erklärung auf betterplace.org heißt es: „Der Unterschied ist nun klar: betterplace.org ist ausschließlich für gemeinnützige Organisationen. GoodCrowd.org ist die soziale Crowdfunding-Plattform für Privatpersonen, Unternehmen und (noch) nicht gemeinnützige Initiativen, die Spenden für soziale Anliegen sammeln wollen.“

## Gründung und Unternehmensstruktur
Die Plattform betterplace.org wurde im November 2007 in Berlin gegründet, unter anderem von Till Behnke und Joana Breidenbach. 2010 wurde die Gesellschaft in die gemeinnützige Aktiengesellschaft gut.org umgewandelt. Im Beirat sitzt neben anderen Peter Eigen. Seit September 2020 gehört der Sozialunternehmer Felix Oldenburg zum Vorstand.
Im September 2024 wurde der Teilbetrieb betterplace.org in die hundertprozentige Tochtergesellschaft betterplace.org gGmbH ausgegliedert.
Unter dem Dach von gut.org gibt es nun auch noch das betterplace lab, das digitale Trends im sozialen Sektor erforscht, und die betterplace Solutions GmbH, die Firmen zum Thema Corporate Social Responsibility berät.

## Funktionsweise
Die Zielgruppe von betterplace.org sind jüngere und internetaffine Menschen. Das durchschnittliche Alter der Spender liegt bei 38 Jahren. Dabei fungiert die Plattform als Vermittler zwischen Unterstützern und Organisationen. Charakteristisch ist, dass die Spenden nicht in allgemeine Globalbudgets fließen, sondern für konkrete Zwecke verwendet werden. Jede Organisation muss angeben, wofür sie wie viel Geld sammelt (beispielsweise 50 Euro für 50 Rettungsdecken oder 30 Euro für den Mittagstisch von 20 bedürftigen Kindern).
Zu großen Organisationen, die auf betterplace.org vertreten sind, gehören beispielsweise UNICEF, die Deutsche Lebens-Rettungs-Gesellschaft, das Deutsche Rote Kreuz und das Deutsche Kinderhilfswerk.

## Finanzierungsmodell
Der Betrieb der Plattform wird finanziert mit Dienstleistungen für Unternehmen, strategischen Partnern und privaten Einzelspendern. Der Medienmanager Bernd Kundrun ist seit dem 1. Februar 2009 ist Bernd Kundrun Gesellschafter von betterplace.org. Seit 2010 ist er zudem Vorsitzender des Aufsichtsrats der an Betterplace angedockten gemeinnützigen Aktiengesellschaft gut.org und seit 2015 deren Ehrenvorsitzender. 2009 hat Kundrun eine Million Euro an den Träger gespendet. Außerdem entwickelt und vertreibt betterplace.org digitale Produkte, mit denen sich Unternehmen sozial engagieren können. Diese Einnahmen werden an die Muttergesellschaft ausgeschüttet und für die Realisierung der gemeinnützigen Zwecke verwendet. Ein geringer Teil der Einnahmen erfolgt durch die freiwillige Mitspende, die jeder Spender an betterplace.org spenden kann, außerdem verbleiben 2,8 % jeder Spende (2,5 % vor dem 1. April 25) bei betterplace.org, vor allem zur Deckung von Transaktionskosten. Die Spendenden werden darüber hinaus um eine zusätzliche Spende an betterplace.org in Höhe von 5–10 % der eigentlichen Spende animiert. Spendengelder, deren Auszahlung nicht innerhalb von 12 Monaten beantragt wird, fallen automatisch an betterplace.org.

## Kritik
Der Geschäftsführer des Deutschen Zentralinstituts für soziale Fragen (DZI), Burkhard Wilke, bemängelt, dass der subjektive Erfahrungsaustausch zur Überprüfung der Projekte nicht ausreiche. Im Hinblick auf das „Web of Trust“ kritisiert er außerdem, dass die Summe der Spendermeinungen nicht schlauer sein könne als bestehende Prüfsiegel. Das DZI gibt ein eigenes Spendensiegel heraus. Wilke sieht den neuen Ansatz aber auch positiv, weil er jüngere Menschen zum Spenden animiere.

## Mitgliedschaften
Die gemeinnützige AG gut.org, die 100 % der Anteile der betterplace.org gGmbH besitzt, ist Mitglied der Initiative Transparente Zivilgesellschaft, des Bundesnetzwerks Bürgerschaftliches Engagement und des Social Entrepreneurship Netzwerk Deutschland.

## Bilanz
Von 2007 bis 2020 wurden nach Eigenaussagen über 100 Millionen Euro an mehr als 32.000 soziale Projekte gespendet, davon 19 Millionen im Jahr 2019. 217.000 Spender unterstützen so soziale Projekte aus 183 verschiedenen Ländern (Stand: 2016). So wurden beispielsweise nach dem Erdbeben in Haiti 2010 oder nach dem Taifun Haiyan auf den Philippinen jeweils 750.000 Euro gesammelt, die an die Projekte weitergeleitet wurden.

## Auszeichnungen
- betterplace.org ist einer von sieben im April 2009 in der Kategorie „Gesellschaft“ ausgewählten Orten der Aktion Deutschland – Land der Ideen[30]
- Lead Awards 2011 Silber in der Kategorie Online „Webspecial des Jahres“[31]